# Echanella funerea
Echanella funerea là một loài bướm đêm trong họ Noctuidae.